# Eddie Kuligowski
Eddie Kuligowski est un photographe français, né le 22 juillet 1946 à Montargis et mort le 15 janvier 2021 à Cepoy. Il obtient le prix Niépce en 1976.

## Biographie
Edouard Henri Kuligowski naît dans une famille d’origine polonaise. Formé de 1970 à 1972 dans un studio de photographie publicitaire, Eddie Kuligowski devient indépendant en 1973 et devient membre de l'agence Viva puis de VLOO.
À partir de 1973, ses photographies créatives en noir et blanc sont plusieurs fois par an publiées dans des magazines de photographie réputés (Camera International, Zoom...) et exposées en France et à l'étranger.
En 1975, il présente ses premières suites à la Bibliothèque Nationale dans l’exposition « Bruno,  Descamps, Kuligowski, Plossu ». 
En 1976, il obtient le Prix Niépce, le plus prestigieux prix français distinguant un photographe.
Dans les années 1980-1990, Kuligowski réalise des photographies de mode et de publicité, publiées dans de nombreuses revues, telles Harper's Bazaar, Joyce Magazine. Il illustre des catalogues pour Kniomy, Rodika Zanian, etc.
À partir de l’an 2000, il enseigne la photographie et organise des stages. Il est le père du peintre et photographe Nicolas Kuligowski né en 1967. 
Eddie Kuligowski meurt le 15 janvier 2021, à l'âge de 74 ans,. Avec son épouse Susan, décédée soudainement quatre jours après lui, ils est inhumé le 2 février 2021 au cimetière de Cepoy.

## Prix et récompenses
- 1976, Prix Niépce, avec Claude Nuridsany et Marie Pérennou

## Collections
- Bibliothèque nationale de France
- Musée Nicéphore-Niépce
- Musée Réattu
- Musée Cantini

## Expositions

### Personnelles
Liste non exhaustive
- 1996,
  - Galerie La Tête d’Or, Paris
  - BNF
- 1995, Centre Vivant D’art Contemporain, Grignan
- 1994, Espace Photo Angle Le Corum, Montpellier
- 1993, 
  - Galerie Nei Licht, Dudelange, Luxembourg
  - Canon Galerie, Sapporo
  - Canon Galerie, Tokyo
- 1992, 
  - Galerie Terre ou Art, Verdun
  - Tourcoing, Nancy, Jarny

### Collective
- 1975,  Bruno Réquillart, Bernard Plossu, Bernard Descamps et Eddie Kuligowski, Paris, Bibliothèque nationale, Jean-Claude Lemagny, commissaire (octobre-15 novembre). Bibliothèque Nationale, Paris[1].

## Publications
Liste non exhaustive
Monographies
- Rochefort et la Corderie Royale, texte Erik Orsenna, éditions de la C.N.M.H.C., 1995.
- Livre premier, éditions Marval, 1992
- Transmigration, éditions Mise au Poing, 1977

Livres collectifs
- La photographie en France, des origines à nos jours, par Claude Nori, éditions Flammarion, 2008
- Paroles de femmes, la liberté du regard, par Jean-Pierre Guéno, éditions Les Arènes, 2007
- Parisienne(s), préface Alain Rustenholz, éditions Parigramme, 2001
- Paris Romance, préface Agnes Desarthe, éditions Parigramme, 2000